# Pudiga
Il Pudìga (Pudìga in lingua lombarda; chiamato anche Fugone oppure Mussa nel suo tratto milanese) è un torrente che attraversa la città metropolitana di Milano e il Parco delle Groane. È l'ultimo affluente dell'Olona, in cui confluisce alla sua sinistra idrografica.

## Descrizione
Il Pudiga nasce a Senago, all'interno del Parco delle Groane, dall'unione dei torrenti Cisnara e Lombra. Prosegue poi il suo corso attraversando i comuni di Bollate, dove scorre in gran parte tombinato, e Novate Milanese, dove prosegue nuovamente a cielo aperto: giunto a Milano assume la denominazione di Mussa.
A Milano scorre nel sottosuolo di via Espinasse e piazzale Accursio e sotto la circonvallazione filoviaria. Raggiunge infine piazza Carlo Stuparich, dove si immette nel fiume Olona. Il suo percorso a Milano è totalmente tombinato: la copertura (tombinatura) del tratto milanese del Pudiga, già canalizzato all'inizio del XX secolo, è avvenuta tra il 1955 e il 1967.
Il suo bacino idrografico, che comprende anche parte del Parco delle Groane, è lungo e stretto. Il regime del torrente è caratterizzato da un flusso costante tutto l'anno, determinato principalmente dall'apporto di alcuni depuratori a monte di Limbiate.
Nel tragitto che va da Bollate a Novate Milanese, non essendoci apporti idrici significativi mantiene costante sia il suo flusso che la qualità delle acque.
Giunto a Milano, probabilmente per alcuni scarichi abusivi all'altezza di Baranzate, la qualità peggiora. 
Un tempo riceveva, a partire dal polo industriale della SNIA viscosa a monte di Limbiate, notevoli reflui industriali, caratterizzati da inquinanti quali coloranti, solventi organici, metalli pesanti ecc., che rendevano questo torrente uno dei più inquinati del Nord Italia. 
Queste testimonianze sono state raccolte tra alcuni cittadini di Senago , i quali affermarono che dagli anni '50 agli anni '80 circa le acque si coloravano ogni giorno di un colore diverso e il fetore emanato era insopportabile.

## Storia

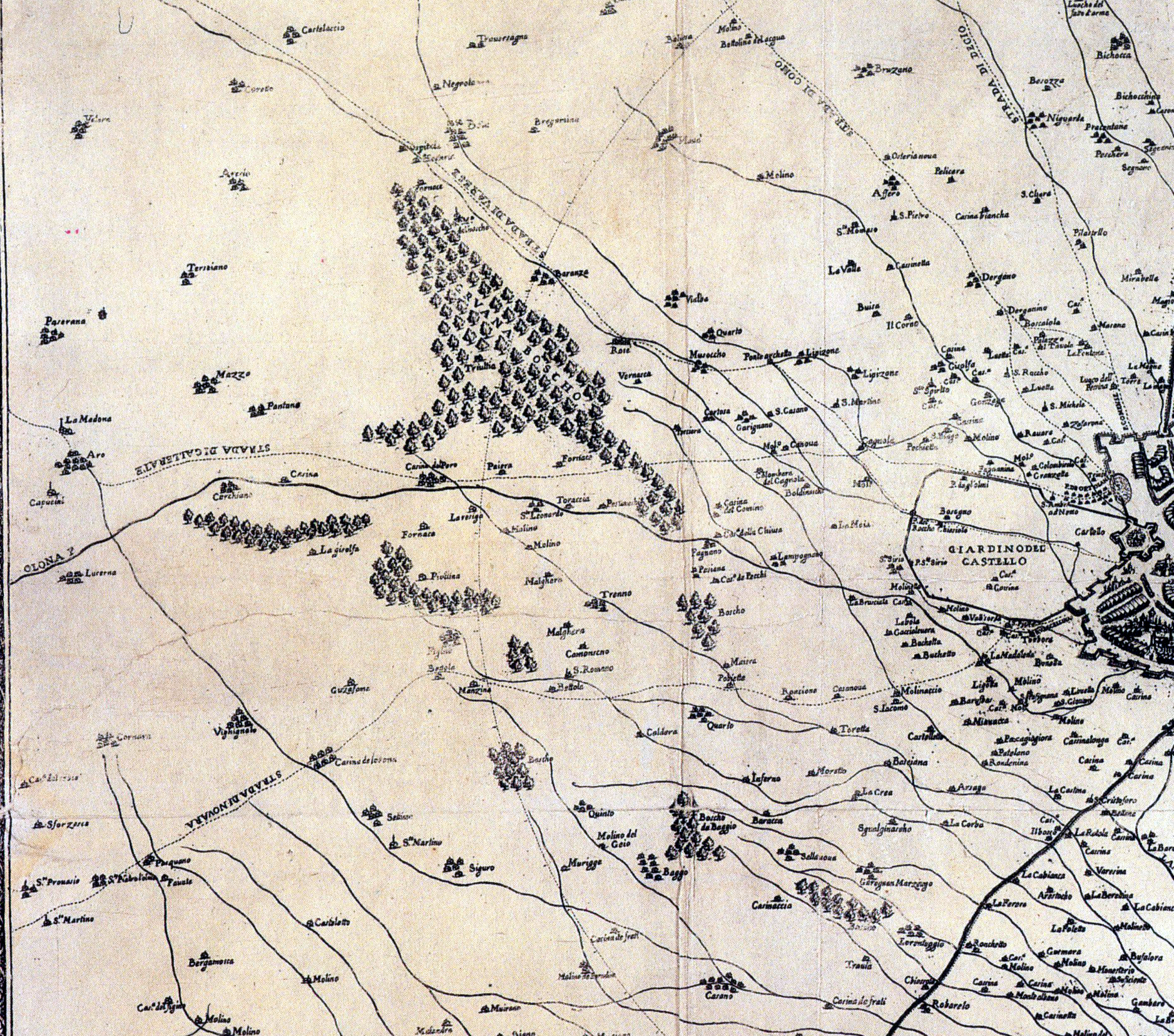
Mappa dell'area milanese di Giovanni Battista Clarici del XVII secolo dove si vede il corso del Pudiga

In origine il percorso del Pudiga aveva una lunghezza maggiore: le acque del torrente non sono infatti sempre finite nell'Olona, che è stato deviato verso Milano solo successivamente, dagli antichi Romani. Anticamente il Pudiga percorreva il suo alveo naturale ricevendo da sinistra il torrente Bozzente e lambendo il centro storico di Milano. Garantiva così, insieme al Seveso, le acque necessarie all'approvvigionamento idrico dei milanesi. Dopo aver lambito il lato occidentale del centro storico di Milano il Pudiga proseguiva verso sud seguendo il proprio alveo naturale, corrispondente a quello del moderno colatore Lambro Meridionale, confluendo poi nel Lambro presso Sant'Angelo Lodigiano.
In origine, all'altezza del centro abitato di Milano, il Pudiga compiva un'ampia ansa verso est, che lo portava a sfiorare la città all'altezza della moderna piazza Vetra, nei pressi dell'alveo naturale del torrente Nirone, per poi piegare verso meridione seguendo l'alveo del moderno Lambro Meridionale.
Originariamente, alla sua sinistra idrografica, il Pudiga, in luogo dell'Olona, riceveva il Bozzente. Il Bozzente in origine aveva infatti un alveo naturale autonomo che lo portava a raccogliere le acque del Lura e del Merlata per poi confluire nella Mussa. Come già accennato, furono a gli antichi Romani a deviare l'Olona, all'altezza di Lucernate, frazione di Rho, nel letto del Bozzente e quindi poi verso l'alveo del Mussa. Prima di queste deviazioni il Pudiga confluiva nel Torrente Nirone e non raggiungeva il Lambro Meridionale. Infatti il Lambro Meridionale era in realtà il fiume Mussa in cui fu riversato il torrente Pudiga nel 1800 durante i lavori della ferrovia Torino-Milano. Il tratto milanese dell'Olona corrisponde pertanto agli antichi alvei naturali del Bozzente e del Pudiga. È curioso infatti che il nome "Nirone" è presente sia a sinistra che a destra del Pudiga, ma il Nirone risulta essere uno dei fiumi di Milano, quindi è logico che il Nirone raccogliesse le acque del Pudiga mentre il Bozzente assieme al Merlata confluiva nella Mussa che poi diventava Lambro Meridionale. Detto questo in origine il Pudiga arrivato all'odierna Via Palizzi si immetteva nel Mirone. Il Pudiga fu successivamente inserito con un canale artificiale nel Mussa.
Come destinazione finale del nuovo percorso dell'Olona fu scelto il fossato delle mura romane di Milano, dove riversava le sue acque nel canale Vetra (nome dato dagli antichi Romani al tratto terminale dell'alveo naturale del Nirone) all'altezza della moderna e omonima piazza: per realizzare questo obiettivo, gli antichi Romani prolungarono e allargarono il "canale Vetra" verso la già citata ansa naturale del Pudiga così da raccogliere anche le acque dell'Olona.
Il motivo della deviazione dell'Olona verso Milano va ricercata nel fabbisogno d'acqua della popolazione della città, diventata molto numerosa con il passare dei secoli: il modesto regime idrico di Seveso e Pudiga non era infatti più sufficiente a soddisfare le loro necessità. Gli antichi Romani decisero così di deviare il fiume Olona, che scorreva nelle campagne ad ovest di Milano. L'Olona garantiva infatti una quantità d'acqua di gran lunga superiore a quella di Seveso e Pudiga. Il nuovo alveo artificiale dell'Olona fu scavato ex novo solo per un breve tratto: giunti a Rho al torrente Bozzente, i progettisti allargarono il suo letto per poter accogliere una maggior portata d'acqua, quella dell'Olona.
L'Olona originariamente proseguiva lungo il suo alveo naturale verso sud attraversando la moderna Settimo Milanese e passando a diversi chilometri da Milano per poi percorrere l'alveo dell'Olona inferiore o meridionale e sfociare nel Po a San Zenone. Con questa deviazione l'Olona cessò di esistere come fiume continuo dalle sorgenti alla foce.
L'Olona fu deviato verso Milano anche per un altro motivo: avere un corso d'acqua che costeggiasse interamente la via Severiana Augusta, antica strada romana che congiungeva Mediolanum (la moderna Milano) con il Verbannus Lacus (il Lago Verbano, ovvero il Lago Maggiore). Parte del tracciato della via Severiana Augusta, che venne utilizzato anche nel Medioevo e nei secoli seguenti, fu ripreso da Napoleone Bonaparte per realizzare la strada statale del Sempione.
Gli antichi Romani reputarono fondamentale avere una via d'acqua che costeggiasse la via Severiana Augusta per dare un cospicuo incremento ai commerci lungo questa strada, soprattutto considerando il maggiore carico trasportabile sui barconi fluviali rispetto al semplice trasporto terrestre. L'opera di deviazione dell'Olona verso Milano venne realizzata in concomitanza alla costruzione della via Severiana Augusta, ovvero nei primi anni dell'Era volgare, cioè tra la fine dell'era repubblicana e i primi decenni dell'età imperiale romana.

## Mappa dell'idrografia originaria di Milano

Mappa dell'idrografia e del territorio originario di Mediolanum prima delle modifiche compiute dagli antichi Romani. L'area paludosa indicata sulla mappa come pantano diventò poi, grazie a lavori di bonifica, il porto fluviale romano di Milano. Il centro del villaggio celtico era situato nei pressi della moderna piazza della Scala, dove era presente il santuario principale della comunità, mentre il successivo villaggio romano venne situato nei pressi l'odierna piazza San Sepolcro. Al centro del villaggio romano fu poi costruito il foro romano di Milano

## Curiosità
All'altezza del sottopasso del Canale Scolmatore di Nord Ovest, vi è una paratia che fa confluire eventuali portate, dal canale scolmatore al torrente Pudiga. Questo è possibile in quanto il torrente Pudiga rimane ad un'altezza inferiore rispetto al canale scolmatore. Fatto curioso in quanto il C.S.N.O. fu progettato per raccogliere le acque in eccesso dei torrenti delle groane, ma non del torrente Pudiga in quanto passa ad un piano più basso di quest'ultimo.